# Tespi
Segons la mitologia grega, Tespi (en grec antic Θέσπιος), va ser un heroi beoci, fill d'Erecteu, rei de l'Àtica, i epònim de la ciutat de Tèspies.
Va abandonar l'Àtica i va fundar un regne a Beòcia. Tespi té a veure amb el cicle de llegendes sobre Hèracles. L'heroi va començar al costat de Tespi les seves proeses, quan tenia divuit anys, matant el lleó de Citeró, que feia estralls entre els ramats de Tespi i els d'Amfitrió, a la veïna Tebes. Mentre va durar la cacera, es va instal·lar al palau de Tespi, caçant durant el dia i tornant a dormir al palau a la nit. Tespi tenia cinquanta filles, les Tespíades, o bé d'una mateixa esposa, Megamede, o bé d'esposes i concubines diferents. El rei, que desitjava tenir nets d'un heroi tan important, posava al seu llit cada nit una de les seves filles. L'heroi, esgotat per la cacera, no s'adonava del canvi, i creia que tenia sempre la mateixa companya de llit. Totes elles van concebre un fill d'Hèracles.
Tespi va ser també l'amic que va acollir Hèracles i el purificà, després que l'heroi matés els fills que havia tingut amb Mègara.